# Le Triomphe d'Hercule
Pour plus de détails, voir Fiche technique et Distribution.
Le Triomphe d'Hercule (titre ogirinal : Il trionfo di Ercole) est un film franco-italien réalisé par Alberto De Martino sorti en 1964.

## Synopsis
Le bon roi des Mycènes est assassiné par son propre neveu qui convoite le pouvoir. Par la suite, Eurysthée récupère le maquis et avertit Hercule des événements qui ensanglantent son pays Pour pouvoir régner, le neveu du défunt roi fait épouser sa cousine Ate à l'un de ses complices...

## Fiche technique
- Titre original : Il trionfo di Ercole
- Réalisation : Alberto De Martino
- Scénario : Alberto De Martino et Roberto Gianviti
- Directeur de la photographie : Pier Ludovico Pavoni
- Montage : Otello Colangeli
- Musique : Francesco De Masi
- Costumes : Nadia Vitali
- Décors : Pier Vittorio Marchi
- Production : Alberto Chemin et Vico Pavoni
- Pays :  Italie |  France
- Langue : italien
- Format : Couleur (Eastmancolor) — 35 mm — 2,35:1 — Son : Mono
- Genre : Film d'aventure, Film de fantasy, Péplum
- Durée : 76 minutes
- Date de sortie :
  - Italie : 30 juin 1964
  - Allemagne de l'Ouest : 25 juin 1965

## Distribution
- Dan Vadis (VF : Denis Savignat) : Hercule
- Marilù Tolo (VF : Joëlle Janin) : Princesse Ate (Ati en VF)
- Pierre Cressoy (VF : Jacques Harden) : Prince Milo
- Moira Orfei (VF : Nadine Alari) : Pasiphaé
- Piero Lulli (VF : Jacques Beauchey) : Eurysthée
- Enzo Fiermonte : Reto (Rito en VF)
- Renato Rossini (VF : Marc de Georgi) : Gordio
- Jacques Stany (VF : Jean Lagache) : Erione
- Nazzareno Zamperla : Edéo
- Aldo Ceccioni (VF : Marcel Painvin) : Tro
- Nino Marchetti (VF : Richard Francœur) : le bourgeois délesté